# Instituto Andaluz de la Mujer
El Instituto Andaluz de la Mujer (IAM) es un organismo adscrito a la Consejería de Inclusión Social, Juventud, Familias e Igualdad para la promoción de la igualdad de género. Creado en 1989 fue uno de los primeros organismos de igualdad de ámbito autonómico en España. El IAM fue pionero en desarrollar medidas integrales en la prevención de la violencia de género y la atención a las víctimas. También en su apuesta por la coeducación. El instituto ofrece un servicio de atención e información a las mujeres y desarrolla programas para avanzar en la igualdad entre hombres y mujeres. 
Desde el 5 de diciembre de 2022  la Directora del IAM es Olga Carrión Mancebo.

## Antecedentes
El IAM ofreció estructura al trabajo que desde los años 70 realizó el movimiento asociativo de mujeres de Andalucía. Los primeros pasos se gestaron a partir de 1978. Carmen Olmedo, primera directora general del IAM, fue "alma mater" del proyecto inicial acompañada de una veintena de mujeres.
Olmedo recibió el encargo de la Junta Preautonómica de desarrollar las primeras políticas de igualdad de la mano de la Consejera sin cartera María Izquierdo. En 1986 se creó en Málaga el primer Centro de la Mujer coordinado por la propia Olmedo, un centro pionero en España para la atención a las mujeres.

## Políticas de Igualdad en Andalucía
La Ley 10/1988 del 29 de diciembre de Presupuesto de la Comunidad Autónoma de Andalucía, en su artículo 30, crea el Instituto Andaluz de la Mujer como organismo responsable de promover las condiciones para que sea real y efectiva la igualdad del hombre y la mujer andaluces, haciendo posible la participación y presencia de la mujer en la vida política, económica, cultural y social, y superando cualquier discriminación laboral, cultural, económica o política de la mujer. y en el Decreto 1/1989 de 10 de enero de 1989 se aprueba su reglamento. La comunidad andaluza fue una de las primeras autonomías en contar con un organismo específico para fomentar las políticas de igualdad de género.

### Primeros pasos
Carmen Olmedo fue la primera directora general del IAM. El trabajo se inició con 200 millones de presupuesto y apenas unos pocos funcionarios prestados. En el año 2000 el IAM pasó a tener 700 empleados o colaboradores y 3.000 millones de presupuesto.
A partir de los años 90 el instituto empieza a dar sus primeros pasos con la creación de una red de recursos especializados para informar y atender a las mujeres: centros provinciales, municipales, en colaboración con los ayuntamientos y teléfono 900. También se crea el Centro de Documentación María Zambrano, una biblioteca de referencia en contenidos de género.
En 1990 se desarrolla el I Plan de Igualdad de Oportunidades (1990-92) y en el 1995 el II Plan Andaluz para la Igualdad de las Mujeres (1995-97). En ambos se destaca como objetivo clave las medidas para la prevención de la violencia de género y medidas para la atención a las víctimas. 
En 1998 se inicia el Primer Plan del Gobierno Andaluz para la erradicación de la violencia contra las mujeres (1998-2000) pionero en contemplar actuaciones diversas de protección integral a la víctima. De 2001 a 2004 se desarrolla el II Plan de Acción del Gobierno Andaluz contra la violencia hacia las mujeres que consolidó la Red Integral de Atención y Acogida a víctimas.

### Observatorio Andaluz de la Publicidad No Sexista
En 2003 el IAM puso en funcionamiento el Observatorio Andaluz de la Publicidad No Sexista El observatorio se crea como espacio para la formación, sensibilización e investigación además de canalizar las quejas de la ciudadanía sobre los mensajes sexistas.  También se plantea concienciar a profesionales del sector de la publicidad y la creatividad de la necesidad de que sus trabajos incorporen los logros sociales alcanzados que faciliten la integración de todas las personas.

### Igualdad legal
A finales del 2007 se aprueba la Ley andaluza de Igualdad y la Ley de Protección Integral contra la
Violencia de Género.
En la década de 2000 a 2010 el IAM es modelo de gestión en coeducación al impulsar un plan que incorpora
por primera vez en una comunidad la formación del profesorado, la creación de una materia optativa
de género y la presencia en cada centro de un responsable de coeducación, inédito en España. En el año 2005 el Consejo de Gobierno aprueba Consejo de Gobierno, el I Plan de Igualdad entre Hombres y Mujeres en Educación. Otro de los objetivos es introducir la perspectiva de género en los presupuestos de Andalucía.
En enero de 2010 se aprueba el I Plan Estratégico para la Igualdad de Mujeres y Hombres en Andalucía (2010-2013).
En 2011 se pone en marcha el Consejo Andaluz de Participación de las Mujeres (CAPM) primer órgano consultivo
de la Junta de Andalucía que da plena participación política a las asociaciones de mujeres, creado en la Promoción de la Igualdad de Género en Andalucía aprobada en 2007.
En 2011 Andalucía es la única comunidad autónoma que incorpora un informe de impacto de género en sus cuentas públicas.

### Pacto Andaluz por la Igualdad de Género
En 2013 se presenta el Pacto Andaluz por la Igualdad de Género, que engloba los compromisos adquiridos por la Junta de Andalucía con la ciudadanía en materia de igualdad para los próximos años recogidos en más de 500 propuestas agrupadas en diez líneas estratégicas.

### 25 aniversario IAM
En el año 2014 se celebró su 25 aniversario. En el documental 25 años abriendo caminos dirigido por Oliva Acosta y Ana Rosa Diego con el trabajo de la Asociación Andaluza de Mujeres de los Medios Audiovisuales se resume la historia colectiva de cómo se lograron los principales avances en materia de igualdad de género en Andalucía. La socióloga, activista feminista y cantante Lourdes Pastor participó con la interpretación de la canción 25 años abriendo caminos, de la cual es también coautora y productora.
Uno de los focos de trabajo del IAM desde sus inicios ha sido el asociacionismo de las mujeres. De las 152 asociaciones existentes en 1989 cuando se creó el IAM en 2015 la cifra supera las 2.000 asociaciones y federaciones de mujeres.

## Premios Meridiana
El IAM convoca anualmente los Premios Meridiana que se entregan el 8 de marzo. La finalidad es otorgar reconocimiento público a la labor desarrollada por personas, colectivos, entidades e instituciones que hayan destacado en la defensa de la igualdad de derechos y oportunidades entre mujeres y hombres. La primera edición se convocó en 1998.

## Lista de Directoras
- Carmen Olmedo Checa (1989-2000)
- Rosa Gómez Torralbo (2000-2000)
- Teresa Jiménez Vílchez (2000-2004)
- Soledad Ruiz Seguín (2004-2008)
- Soledad Pérez Rodríguez (2008-2012)[20]
- Soledad Ruiz Seguín (2012-2013)[21]
- Silvia Oñate Moya (2013-2015)
- Carmen Cuello Pérez (2015-2015)
- Elena Ruiz Ángel (2015 - 2019)
- Laura Fernández Rubio (2019 - 2022)
- María Adela Checa Caruana (2022)
- Olga Carrión Mancebo (2022- en el cargo)